# 着物デザイナー 黛涼子の推理紀行
『着物デザイナー 黛涼子の推理紀行』（きものデザイナー まゆずみりょうこのすいりきこう）は、2000年から2005年までフジテレビ系「金曜エンタテイメント」で放送されたテレビドラマシリーズ。全4回。主演は眞野あずさ。

## 登場人物

### レギュラー
黛涼子〈38〉
演 - 眞野あずさ
着物デザイナー。東京･神田川沿いにある東京染めの染色工房「黛」を営む（彼女で工房の5代目である）。伝統的な江戸小紋と手描き友禅を組み合わせた新しいデザインで好評を得る。昔から、好奇心が旺盛で世話好き。江戸小紋のデザイナーだった両親を彼女の高校時代に同時に事故で亡くしている。
染井大輔〈33〉
演 - 石黒賢
銀座の老舗呉服店「越後屋」の若旦那。松江の息子。染色工房「黛」とは代々の付き合い。プロポーズをしようとするも、涼子に対する長年の片思いが続く。推理小説が好きである。
馬場庄吉〈66〉
演 - 大村崑
染色工房「黛」の型付け職人を長く務める。涼子の両親が亡くなって以来、彼女の親代わりをしている。口うるさい目付役タイプではあるが、涼子にとって家族のような存在。
染井松江（紅緒）
演 - 田島令子（第1作・第2作・第4作）
老舗呉服店「越後屋」の女将。大輔の母。第4作は名前が「紅緒」になっている。

### ゲスト
第1作「姫路・千姫伝説殺人事件」（2000年）
- 小野清美（モデル） - 沢田玉恵
- 松田亜紀（清美の親友） - 山本恵美子
- 佐渡（姫路中央警察署 刑事） - 井原啓介
- 町田（姫路中央警察署 刑事） - 鈴村近雄
- 老舗呉服店「越後屋」の客 - 和泉ちぬ
- 染色工房「黛」職人 - 荒金蔵人
- 藤堂啓一郎（藤堂物産 会長） - 仲谷昇
- 倉科（倉科の父・15年前自殺） - 内田修司
- 藤堂栄作（藤堂物産 社長・彩子の婿） - 森下哲夫
- 藤堂彩子（啓一郎の娘） - 中島ゆたか
- 堀内文三（岩木酒造 番頭） - 梅津栄
- 岩木克（岩木酒造 11代蔵元） - 田中隆三
- 藤堂初音（栄作と彩子の娘・啓一郎の孫） - 高橋かおり
- 倉科基（藤堂物産 専務・初音の婚約者） - 大鶴義丹

第2作「阿波・身代わり人形殺人事件」（2001年）
- 佐竹勝代（恒三郎の後妻） - 根岸季衣
- 佐竹真佐人 - 京晋佑
- 佐竹友里恵 - 今村恵子
- 馬渕岩男（番頭） - 河原崎建三
- 若松（刑事） - 伊藤俊人
- 立石（刑事） - 渡辺哲
- 小田切創（市松人形作りの職人） - 加勢大周
- 佐竹可奈（恒三郎の娘） - 菊池麻衣子
- 佐竹恒三郎（山林王） - 中村嘉葎雄

第3作「雪女伝説殺人事件」（2002年）
- 柳田悟（小野江呉服店 社員・修一郎の小学校の同級生） - 佐戸井けん太
- 小野江昌之（小野江呉服店 社長・修一郎の小学校の同級生） - 冨家規政
- 小野江十和子（小野江の妻） - 北河多香子
- 雪女 - 多田幸代
- 奈良二三男（織物組合の組合長） - 門田俊
- 松井文江（ユウタの母） - 白川ゆり
- 松井ユウタ（少年） - 川北純也
- 倉田洋平 - 荒金蔵人
- 織物組合の組合員 - 山田良隆
- 須藤（職人） - 麻生敬
- ユキヨ（莞爾の愛人） - 鷹城佳世
- 間宮莞爾（修一郎の父・27年前死亡） - 井原啓介
- 小松（十日町警察署 刑事） - 中根徹
- 細川源蔵（勅使河原の執事） - 津村鷹志
- 勅使河原正臣（産婦人科医） - 小倉久寛
- 大田（十日町警察署 警部） - 丸岡奨詞
- 来嶋幸（修一郎の工房の従業員） - 水島かおり（幼少期：谷村聡美）
- 間宮修一郎（新進着物作家・16年前の涼子の大学時代の恋人） - 唐渡亮（幼少期：田辺季正）
- 間宮佳代（修一郎の母） - 南田洋子

第4作「信州紬に誘われた連続殺人! 罪を塗りつぶせ思いを込めた草木染! 伝説の繭“やまこ”が語る野麦峠哀史」（2005年）
- 十河雄樹（綾の弟子） - 江畑浩規
- 家寿薫（家寿の娘） - 大島裕子
- 日比憲治（着物雑誌編集者・大輔の友人） - 小市慢太郎
- 日下部太郎（新進呉服店「大黒堂」社長） - 大木聡
- 串本弘行（松本中央警察署 刑事） - 大鷹明良
- 家寿康介（呉服問屋「寿屋」主人） - 西沢利明
- 野口キヌ（老婦） - 佐々木すみ江
- 捧綾（信州の紬作家・本名「松永みどり」） - 大島さと子（若き日：神農幸）

## スタッフ
- 脚本 - 中村恵子、岡崎由紀子
- 監督 - 小平裕、津崎敏喜
- 企画 - 清水賢治（第1作）、金井卓也（フジテレビ / 第1作・第3作）、長部聡介（フジテレビ / 第3作）、保原賢一郎（第4作）
- プロデューサー - 中曽根千治（東映 / 第1作・第2作）、金丸哲也（東映）
- 制作 - フジテレビ、東映

## 放送日程
| 話数 | 放送日         | サブタイトル                                                                                 | 脚本       | 監督     |
| ---- | -------------- | -------------------------------------------------------------------------------------------- | ---------- | -------- |
| 1    | 2000年11月17日 | 姫路・千姫伝説殺人事件                                                                       | 中村恵子   | 小平裕   |
| 2    | 2001年04月13日 | 阿波・身代わり人形殺人事件                                                                   | 中村恵子   | 小平裕   |
| 3    | 2002年03月01日 | 雪女伝説殺人事件                                                                             | 中村恵子   | 小平裕   |
| 4    | 2005年07月01日 | 信州紬に誘われた連続殺人! 罪を塗りつぶせ思いを込めた草木染! 伝説の繭“やまこ”が語る野麦峠哀史 | 岡崎由紀子 | 津崎敏喜 |